# 小行星1438
小行星1438（1438 Wendeline）是一颗围绕太阳公转的小行星。1937年10月11日，卡爾·威廉·萊茵姆特在海德堡发现了此天体。
这颗小行星的绝对星等为129.90316等。